# Кимпхо
Кимпхо́ (кор. 김포시?, 金浦市?, Gimpo-si) — город в провинции Кёнгидо, Южная Корея. На его территории располагается аэропорт Кимпхо, который до 2001 года был главным аэропортом страны, а теперь обслуживает в основном внутренние рейсы.

## История
Впервые эта земля появляется в исторических хрониках в 475 году. Тогда здесь располагалось местечко Компхо, принадлежащее древнекорейскому государству Когурё. Впоследствии Когурё было завоёвано государством Силла и в VIII веке здесь был образован округ (хён) Кимпхо. В эпоху ранней династии Чосон хён Кимпхо вошёл в состав соседнего Пупёна (теперь это район города Инчхон), однако через некоторое время Кимпхо был образован вновь в качестве отдельной административной единицы. В 1632 году Кимпхо получил административный статус уезда (гун или кун). В 1914 году в состав Кимпхо вошли соседние уезды Тонджин и Янчхон. Статус города был присвоен Кимпхо в 1998 году.

## География
Город расположен в северо-западной части Южной Кореи, граничит с Пхаджу, Инчхоном и
Кояном. На востоке омывается Жёлтым морем.

## Административное деление
Кимпхо административно делится на 2 ып, 4 мён и 4 тон (дон).
| Район         | Хангыль | Площадь, км² | Население, чел | Внутреннее деление |
| ------------- | ------- | ------------ | -------------- | ------------------ |
| Кочхонып      | 고촌면  | 25,19        | 14 817         | 5 ри               |
| Тхонджинып    | 통진읍  | 29,47        | 24 146         | 9 ри               |
| Вольготмён    | 월곶면  | 51,9         | 6 791          | 10 ри              |
| Тэготмён      | 대곶면  | 42,81        | 12 951         | 13 ри              |
| Хасонмён      | 하성면  | 54,75        | 10 283         | 12 ри              |
| Янчхонмён     | 양촌면  | 12,75        | 6 491          | 5 ри               |
| Кимпхо-идон   | 김포2동 | 14,8         | 11 377         |                    |
| Кимпхо-ильдон | 김포1동 | 9,76         | 38 490         |                    |
| Пхунмудон     | 풍무동  | 4,4          | 37 504         |                    |
| Саудон        | 사우동  | 3,32         | 22 847         |                    |

## Экономика
Кимпхо — развитый промышленный центр. Здесь в начале XXI века начата реализация двух крупных проектов:
- Проект «Новый город на Хангане» (англ. Gimpo Han River New City) предусматривает комплексное развитие северо-западной части города. Упор будет делаться на экологию и развитую инфраструктуру. По проекту предусмотрено возведение более 10 млн м² помещений до 2012 года.[3]
- Проект возведения четырёх современных промышленных комплексов общей площадью до 3 млн м². По плану все объекты должны быть сданы до 2010 года.[4]

## Культура
- Крестьянские обряды Тонджин Туренори — входят в список нематериального наследия Кёнгидо начиная с 1998 года. Включают в себя песни, танцы и костюмированные ритуалы, исполняемые местными крестьянами, которые просили у природы богатого урожая. В настоящее время эти ритуалы представляют собой исключительно культурную ценность в качестве важного элемента местного фольклора.[5]
- Фестиваль культуры и искусств Кимпхо — проводится каждую осень в течение четырёх дней. В программе фестиваля выступления народных коллективов, костюмированные шествия, выставки народных ремёсел.[6]
- Выставка цветов — проводится ежегодно в апреле в течение нескольких дней. Здесь же проводится одна из крупнейших цветочных ярмарок в регионе.[7]

## Туризм и достопримечательности
- буддийский храм Мунсуса 1648 года постройки. В храме хранятся предметы, входящие в список культурного наследия Кореи.[8]
- Крепость Мунсусансон — расположена на горе Мунсусан, входит в список исторического наследия Кореи под номером 139. Была построена в 1694 году, в эпоху династии Чосон для защиты от набегов морских пиратов. Общая длина крепостной стены — 6 километров, из них сохранилось около 4 километров.[9]

## Высшее образование
Высшее образование в Кимпхо представлено двумя высшими учебными заведениями:
- Университет Санха
- Колледж Кимпхо

## Символы
Как и большинство других городов и уездов Южной Кореи, Кимпхо имеет ряд символов:
- Дерево: дзельква — символ доброй воли.
- Цветок: форзиция — символизирует волю и надежду.
- Птица: сорока — символизирует безопасность и процветание.
- Маскоты: Сальри и Сани — символизируют мир и объединение Корейского полуострова.

## Города-побратимы
Города побратимы Кимпхо:
- Синьминь, провинция Ляонин, Китай — с 1994
- Округ Либерти, штат Джорджия, США — с 1997
- Глендейл, штат Калифорния, США — с 2010